# Pilophyllum villosum
Pilophyllum villosum – gatunek roślin z monotypowego rodzaju Pilophyllum z rodziny storczykowatych (Orchidaceae). Rośliny występują w Azji Południowo-Wschodniej w takich krajach i regionach jak: Borneo, Jawa, Malezja Zachodnia, Moluki, Nowa Gwinea, Filipiny, Wyspy Salomona, Tajlandia.

## Systematyka
Gatunek sklasyfikowany do plemienia Collabieae, podrodzina epidendronowe (Epidendroideae), rodzina storczykowate (Orchidaceae), rząd szparagowce (Asparagales) w obrębie roślin jednoliściennych.